# صيفرية محبة الحموضة القليلة
صيفرية محبة الحموضة القليلة (الاسم العلمي: Flavobacterium aciduliphilum) هي نوع من البكتيريا، سلبية الغرام، تتبع جنس صيفرية.